# Idaea fuscovenosa
Idaea fuscovenosa là một loài bướm đêm thuộc họ Geometridae. Nó được tìm thấy ở châu Âu và Cận Đông.
Loài này có sải cánh dài 19–22 mm. Chiều dài cánh trước là 9–11 mm. Con trưởng thành bay làm một đợt từ tháng 6 đến tháng 8 .

## Hình ảnh

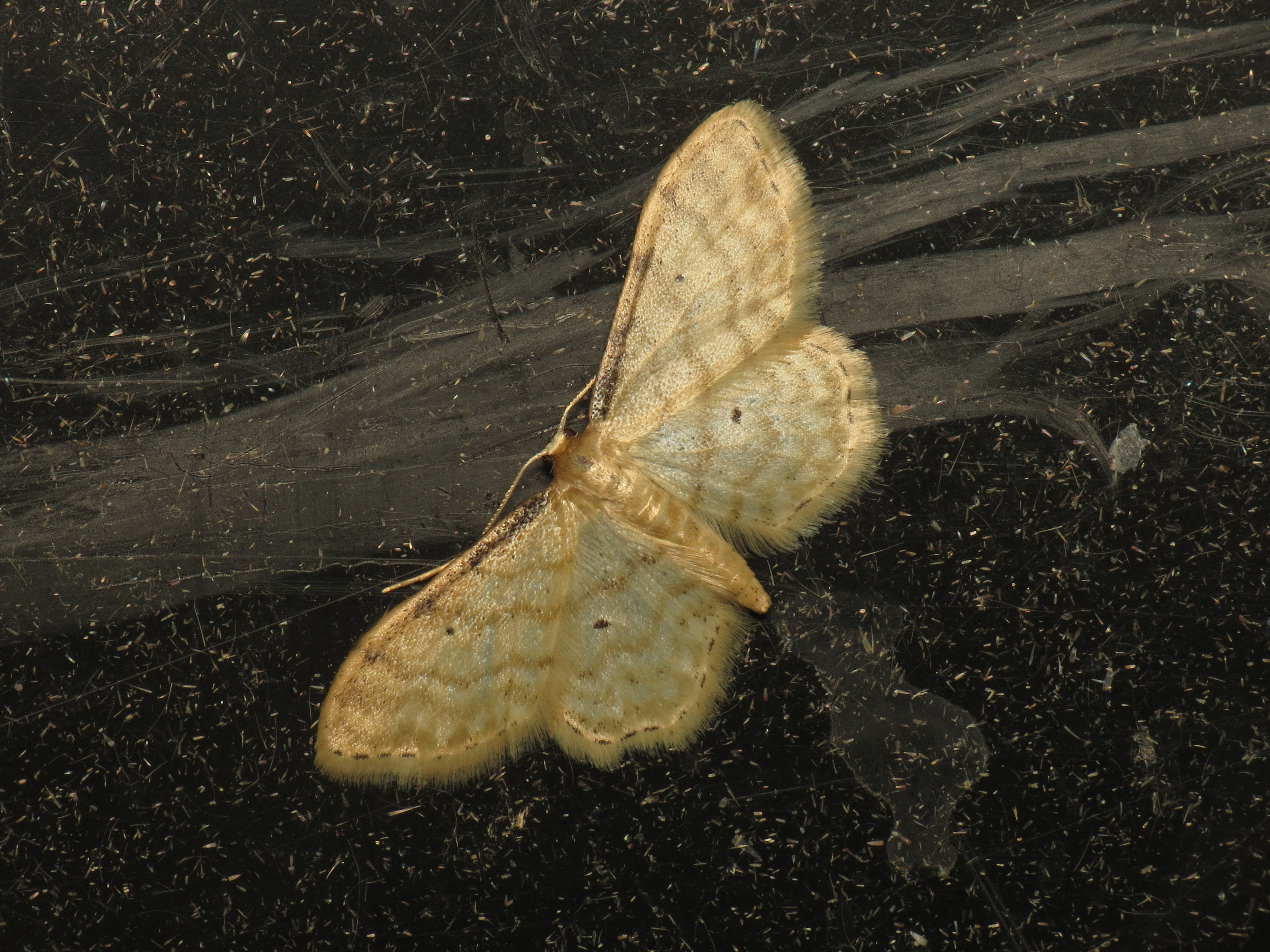
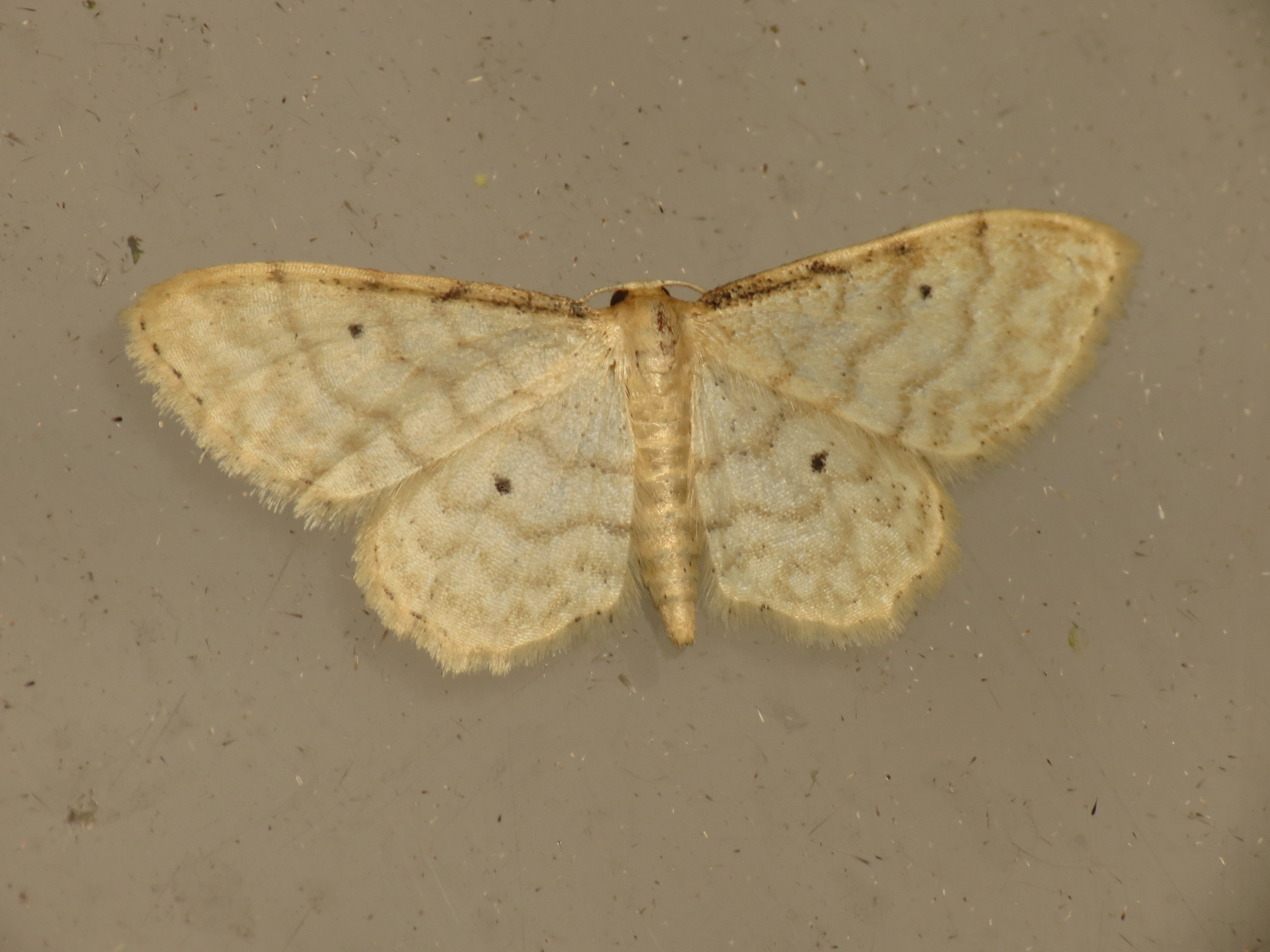
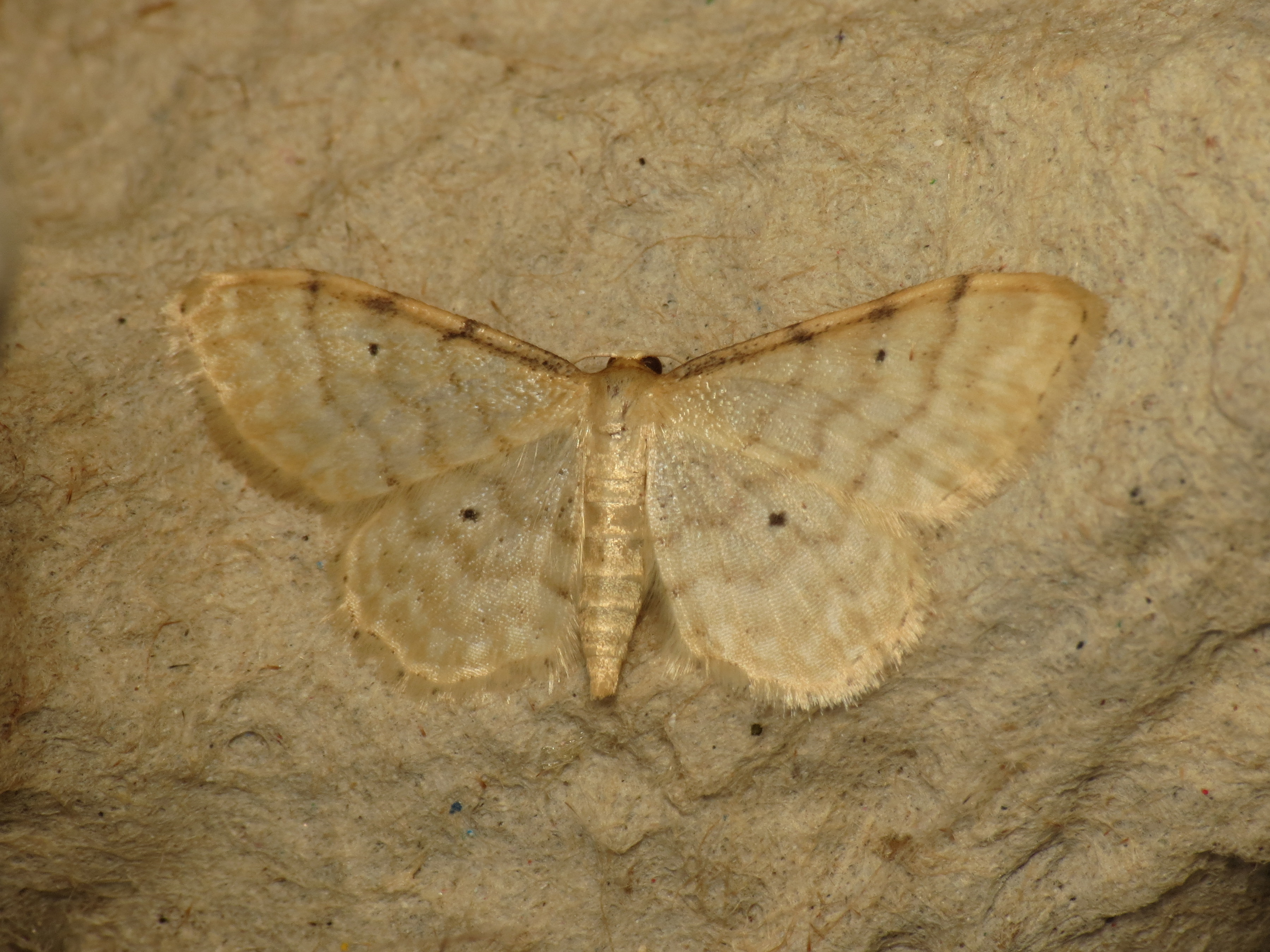
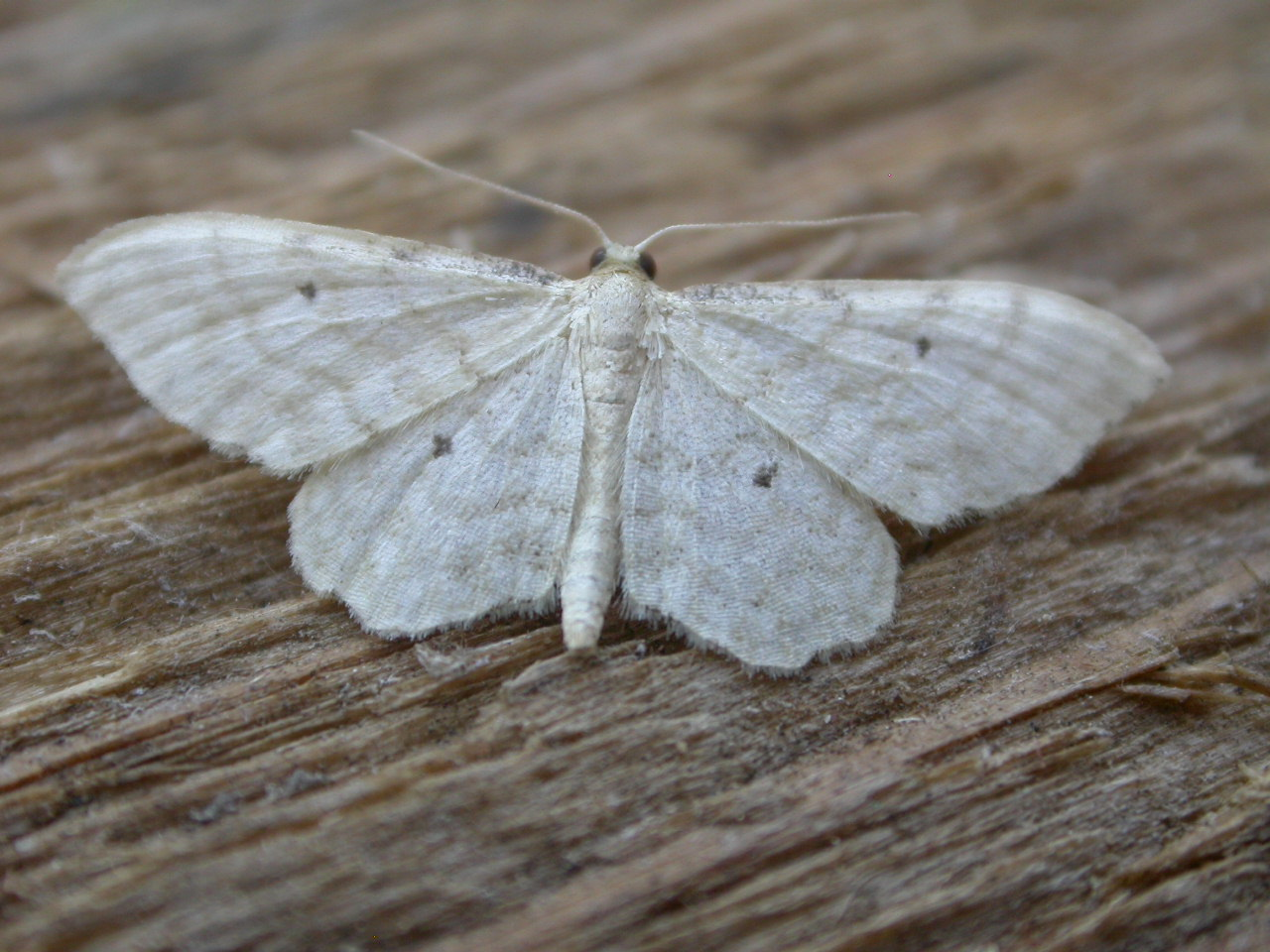